# Alexander Cockburn
Pour les articles homonymes, voir Alexander Cockburn.
Alexander Cockburn (6 juin 1941-21 juillet 2012 à Nidda (Hesse)) est journaliste politique irlando-américain. Cockburn a grandi en Irlande mais vit et travaille aux États-Unis à partir de 1972. Avec Jeffrey St. Clair (en), il a animé la lettre d'information CounterPunch. Il tenait également une chronique intitulée « Beat the Devil » pour The Nation et une chronique hebdomadaire dans le Los Angeles Times et The First Post (en).

## Biographie
Il est le fils de Claud Cockburn et de sa troisième femme, Patricia Cockburn (née Patricia Arbuthnot).
Dans ses enquêtes et ses chroniques, il a été un inlassable critique de la politique étrangère des États-Unis et de celle d'Israël. Sur le plan intérieur, il a critiqué le Parti démocrate incapable selon lui de proposer une alternative au Parti républicain. Il a soutenu la candidature de Ralph Nader aux élections présidentielles de 2000 et 2004.
Il était également très critique à l'égard des théories du complot à propos des attentats du 11 septembre 2001,, car selon Serge Halimi, « elles témoignaient à ses yeux d'une disposition à apprécier les événements à travers le seul prisme des conspirations, ce qui détournait l'attention collective des manigances bien réelles – et moins liées à un coupable particulier – du système de domination américain ».

## Publications
- Incompatibles (1967) (avec Robin Blackburn)
- Student Power (1969) (avec Robin Blackburn)
- Idle Passion: Chess and the Dance of Death (1975)
- Smoke: Another Jimmy Carter Adventure (1978) (avec James Ridgeway (en))
- Political Ecology (1979) (avec James Ridgeway)
- Corruptions of Empire (1988)  (ISBN 0-86091-940-4)
- The Fate of the Forest: Developers, Destroyers and Defenders of the Amazon (1989) (avec Susanna Hecht (en))  (ISBN 0-06-097322-6)
- The Golden Age Is in Us: Journeys and Encounters (1995)  (ISBN 0-86091-664-2)
- Washington Babylon (1995) (avec Ken Silverstein (en))  (ISBN 1-85984-092-2)
- Whiteout: The CIA, Drugs and the Press (1998) (avec Jeffrey St. Clair (en))  (ISBN 1-85984-258-5)
- 5 Days That Shook The World: The Battle for Seattle and Beyond (2000) (avec Jeffrey St. Clair)  (ISBN 1-85984-779-X)
- Al Gore: A User's Manual (2000) (with Jeffrey St. Clair (en))  (ISBN 1-85984-803-6)
- CounterPunch: The Journalism That Rediscovers America (2002) (avec Jeffrey St. Clair)  (ISBN 1-85984-455-3)
- The Politics of Anti-Semitism (2003) (avec Jeffrey St. Clair)  (ISBN 1-902593-77-4)
- Serpents in the Garden (2004) (avec Jeffrey St. Clair)  (ISBN 1-902593-94-4)
- Imperial Crusades (2004) (avec Jeffrey St. Clair)  (ISBN 1-84467-506-8)
- Dime's Worth of Difference (2004) (avec Jeffrey St. Clair)  (ISBN 1-904859-03-8)
- End Times: Death of the Fourth Estate (2006) (avec Jeffrey St. Clair)